# Sergio Zardini
Sergio Zardini, född 22 november 1931 i Turin, död 21 februari 1966 i Lake Placid, var en italiensk bobåkare.
Zardini blev olympisk silvermedaljör i tvåmansbob vid vinterspelen 1964 i Innsbruck.